# Dacia Lodgy
De Dacia Lodgy is een compacte MPV van het Roemeense automerk Dacia.

## Beschrijving
De Dacia Lodgy is gebouwd op het doorontwikkelde B-platform van de Renault-Nissan-alliantie, dat ook als basis dient voor de Dacia Logan MCV.
De Lodgy werd voorgesteld tijdens de autosalon van Genève in 2012 en wordt geproduceerd in de Renault-fabriek Renault Tanger Méditerranée te Tanger, Marokko. Het is de eerste in grote serie geproduceerde personenwagen van het merk die zowel op de Afrikaanse als de Europese markt verkrijgbaar is. Met de productie van Lodgy is de fabriek een belangrijke locatie geworden voor Dacia. Tot die tijd werden in Tanger alleen voertuigen uit CKD-kits gebouwd. In India wordt de wagen verkocht onder de naam Renault Lodgy. 
De naam Lodgy is volgens de fabrikant afgeleid van het Engelse lodge en moet verwijzen naar het ruime interieurontwerp van het model. De auto kan worden besteld met vijf of zeven zitplaatsen. Het laadvolume varieert bij de vijfzitter tussen 817 en maximaal 2617 liter. Bij de zevenzitter daalt het laadvolume bij het maximale aantal zitplaatsen tot 207 liter.

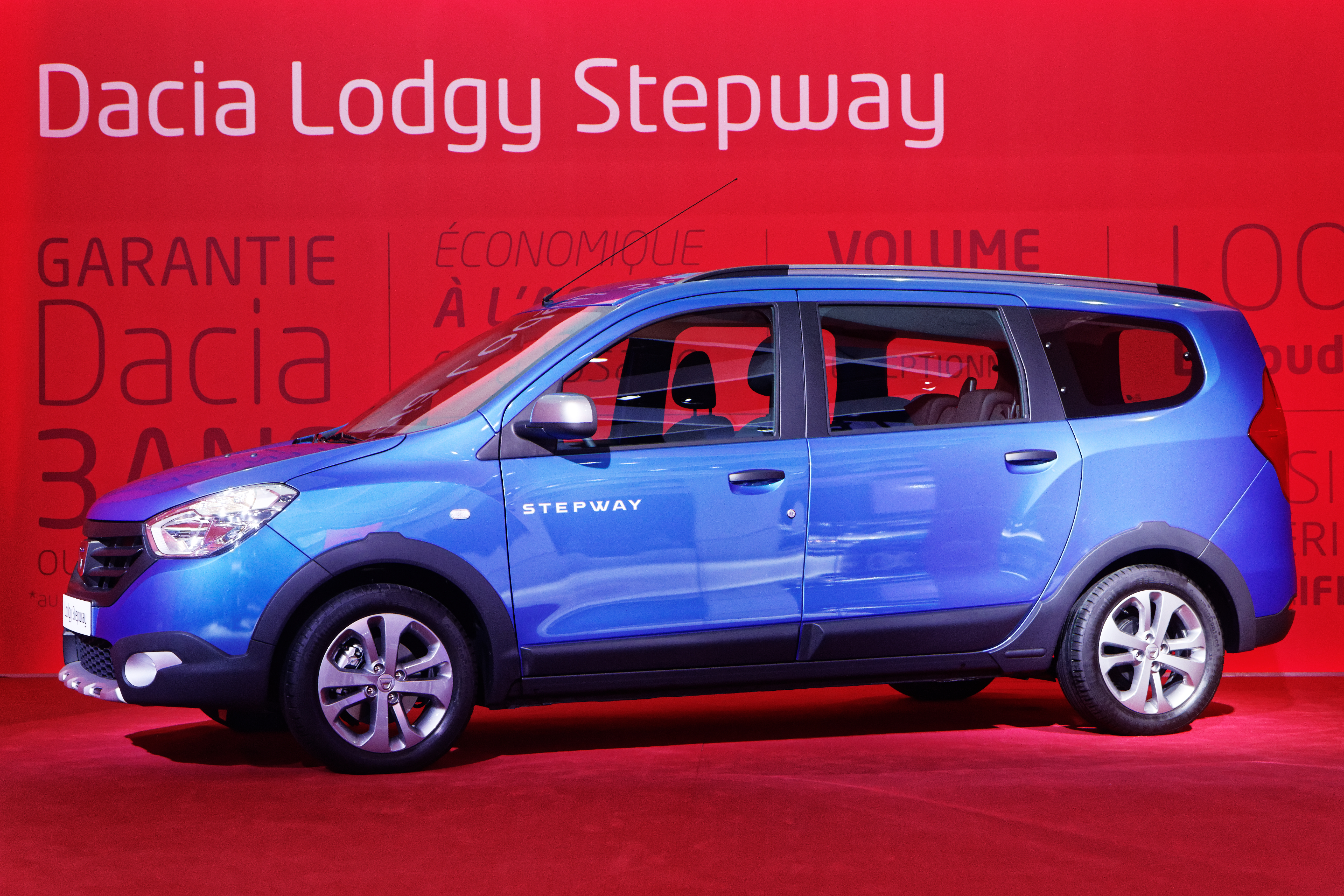
Dacia Lodgy Stepway gepresenteerd op de Mondial de l'Automobile 2014 in Parijs

Op de Mondial de l'Automobile 2014 in Parijs werd de Lodgy Stepway voorgesteld en vanaf 2015 was de uitvoering ook in Nederland leverbaar voor een prijs vanaf 18.790 euro. De Lodgy Stepway was voorzien van de Stepway-uitrusting die al bekend was van de Sandero Stepway: wielkastverbreders, skidplates in chroomkleur en Dark Metal gespoten dakrails, spiegelkappen en 16-inch lichtmetalen velgen. Het interieur heeft blauwe omlijsting van ventilatieopeningen en blauwe details op de middenconsole en in het instrumentarium. Op de stoelen staat de naam Stepway. Airconditionig, een multimedia- en navigatiesysteem, parkeersensoren achter en cruisecontrol waren standaard aanwezig. Speciaal voor de Stepway was de kleur Bleu d'Azurite leverbaar.
Anno 2021 was de Dacia Lodgy een van de laatste in Nederland verkrijgbare conventionele MPV's. De tijd van MPV-achtigen was voorbij en daarom kreeg de Lodgy geen directe opvolger. Toch houdt Dacia vast aan het concept van een zevenzitter en onthulde tijdens de Internationale Automobilausstellung in München in september 2021 de Dacia Jogger als opvolger van zowel de Lodgy als de tweede generatie Logan MCV.